# Pternistis ahantensis
El francolín de Ahanta (Pternistis ahantensis) es una especie de ave galliforme de la familia Phasianidae propia de África Occidental.

## Distribución
Es nativo de África Occidental. Se distribuye por Benín, Costa de Marfil, Gambia, Ghana, Guinea, Guinea-Bissau, Liberia, Mali, Nigeria, Senegal, Sierra Leona, y Togo.